# 我是谁：没有绝对安全的系统
《我是谁：没有绝对安全的系统》（德語：Who Am I – Kein System ist sicher）是一部2014年德国惊悚电影，由巴伦·博·欧达尔编剧并执导，汤姆·希林主演。主要讲述了柏林四人駭客组织“CLAY”在不断成长下逐渐受到全球关注的故事。 
《我是谁：没有绝对安全的系统》于2014年9月6日在多伦多国际电影节上首映，同月25日在德国公映。本片在2015年德国电影奖上获得六项提名，并赢得最佳剪辑、最佳美术设计和最佳音效等奖项。

## 剧情
本亚明·恩格尔（Benjamin Engel，汤姆·希林 饰演）是一名来自柏林的黑客，此刻正坐在审讯室里。他要求欧洲刑警组织网络安全部的负责人汉娜·林德贝格（Hanne Lindberg，曲娜·第爾漢 饰演）亲自审讯他，并表示自己手头握有与俄罗斯网络黑帮往来密切的四人黑客组织“FRI3NDS”及其主要成员“MRX”的关键信息，只要汉娜愿意听他倾诉，他就把自己了解的和盘托出。汉娜只好答应。
本亚明讲起了自己的故事：他身世悲惨，父亲失踪，母亲自杀，只有外婆与他相依为命。自幼孤僻的他不善社交，却在编程方面展现出惊人天赋，深感于自己现实生活的失败，常在网络世界里找寻归属感。本亚明视活跃于暗网的顶级黑客MRX为偶像，据说此人能黑入任何系统，真实身份却无人知晓，本亚明一直梦想着自己能与其比肩。
本亚明没有考上大学，只能送披萨补贴家用。一份来自大学的订单让他再次遇见了昔日暗恋的对象——玛丽（Marie，汉娜·赫茨施普龙 饰演），后者此时正为期末法学考试发愁。本亚明认为这是他大显身手的好机会，夜里只身潜入学校机房盗取考试答案，不料被保安抓个正着。由于没有前科，法院罚他去做社区服务。
本亚明在此遇到了马克斯（Max，埃利亚斯·穆巴里克 饰演），后者正物色一名合适的黑客人选，于是相中了本亚明。当晚，马克斯带着本亚明认识了斯特凡（Stephan，沃坦·维尔克·默林 饰演）和保罗（Paul，小安托万·莫诺特），本亚明随后在三人面前展现了自己的实力，被正式接纳为团体一份子。后来，马克斯也向本亚明展现了他的过人之处——对社会工程学的精通，并表示人类自身才是最大的安全漏洞。
自从本亚明的外婆因阿兹海默症病情加重而被送往疗养院，四人便把本亚明家用作活动基地，本亚明则为他们新成立的黑客组织起名“CLAY”。随后CLAY在柏林及其周边地区成功制造了多起网络恶作剧，逐渐走红于各大社交媒体。唯独MRX对此颇为不屑，认为他们不过是群毛头小子。为了得到MRX的认可，马克斯决定干票大的，本亚明提议入侵德国联邦情报局（BND）总部，众人一拍即合。
通过垃圾搜寻和钓鱼式攻击等手段，四人截获了进入BND大楼的权限。行动进行得很顺利，可在即将离开时，本亚明却自作主张，破解了系统隐藏区块，并将一份绝密资料拷贝带走。当晚庆功宴上，因为玛丽的事，本亚明与马克斯起了冲突，众人不欢而散。愤怒的马克斯骂他不过是个无名小卒，为证明自己的价值，本亚明一气之下把资料交给了MRX，不曾想闯了大祸。
次日早晨，电视上播出的新闻震惊了四人：有人发现了FRI3NDS成员之一“氪总”（Krypton）的尸体。原来本亚明交给MRX的正是BND线人名单，MRX转手向俄罗斯网络黑帮出卖了氪总的身份，令后者招致杀身之祸。此时的CLAY成了人人喊打的过街老鼠，为早日洗脱谋杀的罪名，四人打算找出MRX的真实身份，并把他交给警方，以此将功补过。
艰难避开警察的追捕，四人再次联系上了MRX，他们佯装要加入FRI3NDS，MRX则交给他们一项新任务，黑入位于海牙的欧洲刑警组织总部服务器。本亚明利用马克斯教授的社会工程学技巧骗过门卫，成功安装上了黑客硬件。
四人计划利用斯特凡设计的程序“怀孕之马”（即木马中的木马），在MRX接入服务器的同时锁定其位置。然而，MRX看穿了他们的意图，致使本亚明再次联系MRX时暴露了自己的真实身份，更遭俄罗斯网络黑帮追杀。好不容易甩开杀手，惊魂未定的本亚明赶回酒店，却发现留守三人已死于非命。走投无路的本亚明只得求助于警方，希望加入证人保护计划，彻底远离这场是非。而作为交换，他将协助警方把MRX抓获归案。
汉娜决定给本亚明一次机会。通过伪装成MRX，本亚明在暗网上四处散布不利于MRX的消息，诱使急于澄清的后者误用了IP追踪器。远在纽约的MRX就此落网，但在答应本亚明的请求前，汉娜打算先亲自调查一番，可真实情况似乎和本亚明描述得有些不同……

## 角色
| 演員                 | 角色                                      |
| -------------------- | ----------------------------------------- |
| 汤姆·希林            | 本亚明·恩格尔 Benjamin Engel              |
| 埃利亚斯·穆巴里克    | 马克斯 Max                                |
| 汉娜·赫茨施普龙      | 玛丽 Marie                                |
| 沃坦·维尔克·默林     | 斯特凡 Stephan                            |
| 小安托万·莫诺特      | 保罗 Paul                                 |
| 曲娜·第爾漢          | 汉娜·林德贝格 Hanne Lindberg              |
| 斯蒂芬·坎普沃斯      | 马丁·博默 Martin Bohmer                   |
| 莱昂纳德·卡劳        | MRX                                       |
| 利奥波德·霍尔农      | 奥斯卡 Oskar                              |
| 卡塔琳娜·马茨        | 希尔德·恩格尔 Hilde Engel                 |
| 阿尔恩特·施韦林·索瑞 | 天堂披萨店经理 Manager des Paradise Pizza |
| 莱娜·德里            | BKA调查员 BKA Investigator                |

## 制作
影片主要由Wiedemann & Berg Film负责制作，拍摄工作在2013年10月16日至12月13日间进行，取景地包括柏林和罗斯托克。

## 发行
本片入围2014年多伦多国际电影节的当代世界电影竞赛单元（Contemporary World Cinema section），后来又在第17届欧盟电影节（European Union Film Festival）上展映。
电影的DVD和蓝光于2015年4月16日发行。

## 反响

### 票房
在德国，本片上映首周便荣登票房榜首，于全国450家影院售出17万张门票，票房达到140万欧元，这是自上世纪80年代以来首次有德国本土惊悚片取得此成绩。自2014年9月25日上映以来，本片已在德国吸引了超过80万名观众，在俄罗斯则有将近10万人贡献了票房。本片还被选为德国学校电影周（SchulKinoWochen）项目的推荐影片，供八年级以上学习德语、政治、社会研究、伦理学、计算机科学、哲学以及心理学科目的学生观看。

### 专业评价
《明镜在线》称赞本片情节紧凑、视效惊艳且充满趣味，同时高度赞扬了汤姆·希林和埃利亚斯·穆巴里克的表演，并表示“德国好久都没出过这么棒的电影了”。Filmstarts则为本片给出了三星的评价（最高五星），认为本片“尽管存在一些不足之处，仍不失为一部内涵丰富的惊悚佳作。尤其是结尾部分的反转，相当值得一看。”

### 奖项及提名
| 奖项           | 颁奖日期       | 种类             | 提名对象 | 结果 | 来源          |
| -------------- | -------------- | ---------------- | --- | ---- | ------------- |
| 德国电影奖     | 2015年6月19日  | 最佳剧情长片     | 巴伦·博·欧达尔 马克斯·威德曼 奎林·柏格                                                                                     | 提名 | [ 7 ] [ 8 ]   |
| 德国电影奖     | 2015年6月19日  | 最佳剧本         | 巴伦·博·欧达尔 扬特耶·弗里泽                                                                                               | 提名 | [ 7 ] [ 8 ]   |
| 德国电影奖     | 2015年6月19日  | 最佳摄影         | 尼古劳斯·苏梅勒 | 提名 | [ 7 ] [ 8 ]   |
| 德国电影奖     | 2015年6月19日  | 最佳剪辑         | 罗伯特·热萨奇 | 獲獎 | [ 7 ] [ 8 ]   |
| 德国电影奖     | 2015年6月19日  | 最佳美术设计     | 塞尔克·布赫 | 獲獎 | [ 7 ] [ 8 ]   |
| 德国电影奖     | 2015年6月19日  | 最佳音效         | 伯恩哈德·约斯特-德贝里茨（Bernhard Joest-Däberitz） 弗洛里安·贝克（Florian Beck） 安斯加·弗里奇 丹尼尔·魏斯（Daniel Weis） | 獲獎 | [ 7 ] [ 8 ]   |
| 斑比奖         | 2015年11月12日 | 最佳德国电影     | 奎林·柏格 汉娜·赫茨施普龙 汤姆·希林                                                                                        | 獲獎 | [ 19 ] [ 20 ] |
| 巴伐利亚电影奖 | 2015年1月16日  | 最佳导演         | 巴伦·博·欧达尔 | 獲獎 | [ 21 ]        |
| 德国摄影机奖   | 2015年6月20日  | 叙事电影摄影     | 尼古劳斯·苏梅勒 | 獲獎 | [ 23 ]        |
| 新港滩电影节   | 2015年4月30日  | 观众奖（外语类） | 《我是谁：没有绝对安全的系统》                                                                                             | 獲獎 | [ 25 ]        |

## 相关
- 由于故事情节和部分电影元素的相似性，本片也常被拿来同《搏击俱乐部》与《黑客军团》比较。[26]
- 华纳兄弟曾于2014年计划翻拍本片，[27][28] 2016年時大卫·S·高耶被选定为导演，编剧将由撰写过《阿尔法：狼伴归途》剧本的丹·温登豪普特（Dan Wiedenhaupt）担任。[29] 电影的监制工作则会交给高耶的Phantom Four团队，以及凯文·图伦（Kevin Turen）和凯文·麦考密克共同负责。[30]